# Сенатский регистратор
Сенатский регистратор — гражданский чин в Российской империи 13-го класса Табели о рангах, введённый в 1722 году. Лица, его имевшие, занимали должности мелких служащих, в основном в Сенате.

## Исторические лица
- Михаил Васильев[уточнить], свидетель Восстания декабристов 1825 года.
- Алексей Охотников